# Perinereis calmani
Perinereis calmani är en ringmaskart som först beskrevs av Monro 1926.  Perinereis calmani ingår i släktet Perinereis och familjen Nereididae. Inga underarter finns listade i Catalogue of Life.